# James Hope
James Hope, född den 3 mars 1808, död den 9 juni 1881, var en brittisk sjömilitär, son till George Johnstone Hope.
Hope inträdde i marinen 1820, blev konteramiral 1857, amiral 1878 och erhöll samma år avsked.
Han deltog som fartygschef i expeditionen till Östersjön under Krimkriget och blev 1859 överbefälhavare över de brittiska sjöstridskrafterna i Kina. För att tvinga kineserna att fullgöra fredsfördragets bestämmelser försökte Hope forcera floden Pei-hos mynning men kunde först sedan han i förening med fransmännen från landsidan intagit Taku-forten 1860 tränga uppför floden och tvinga kineserna till slutlig fred i Peking samma år.